# Triprolidina
La triprolidina è un farmaco antistaminico anti H1 di prima generazione con proprietà anticolinergiche, viene utilizzato per contrastare i sintomi di raffreddore, allergia, reazioni asmatiche ed orticaria. Spesso è associato a principi attivi con proprietà simpaticomimetiche (pseudoefedrina) o analgesiche come il paracetamolo. Come la maggior parte degli anti H1 la triprolidina può dare sonnolenza.